# Mikaela Matthews
Mikaela Matthews (* 24. Dezember 1991 in Apple Valley) ist eine US-amerikanische Freestyle-Skierin. Sie startet in den Buckelpisten-Disziplinen Moguls und Dual Moguls.

## Werdegang
Matthews nahm von 2006 bis 2010 vorwiegend am Nor Am Cup teil. Dabei holte sie im Februar 2009 in Arapahoe Basin ihren bisher einzigen Sieg und belegte in den Saisons 2008/09 und 2009/10 jeweils den zweiten Platz in der Moguls-Disziplinenwertung. Im Weltcup debütierte sie am 19. Januar 2012 in Lake Placid und belegte dabei den 16. Platz im Moguls-Wettbewerb. Im folgenden Jahr erreichte sie mit dem zweiten Platz im Dual-Moguls in Inawashiro ihre erste Weltcup-Podestplatzierung. Bei den Weltmeisterschaften 2013 in Voss kam sie auf den 14. Platz im Moguls und den 11. Rang im Dual-Moguls.
Zu Beginn der Saison 2015/16 holte Matthews in Ruka im Dual-Moguls ihren ersten Weltcupsieg. Im weiteren Saisonverlauf erreichte sie im Weltcup vier Top-10-Platzierungen und errang zum Saisonende den sechsten Platz im Moguls-Weltcup. Im März 2016 wurde sie US-amerikanische Meisterin im Dual Moguls. Im Weltcupwinter 2016/17 klassierte sie sich dreimal unter den besten zehn.
Matthews nahm bisher an 52 Weltcuprennen teil und kam dabei 18-mal unter den ersten zehn. (Stand: Saisonende 2016/17)

## Erfolge

### Weltmeisterschaften
- Voss 2013: 11. Dual Moguls, 14. Moguls

### Weltcupwertungen
| Saison  | Gesamt | Gesamt | Moguls | Moguls |
| Saison  | Platz  | Punkte | Platz  | Punkte |
| ------- | ------ | ------ | ------ | ------ |
| 2011/12 | 80.    | 10     | 22.    | 136    |
| 2012/13 | 35.    | 30     | 11.    | 364    |
| 2013/14 | 186.   | 3      | 38.    | 31     |
| 2014/15 | 69.    | 14     | 18.    | 125    |
| 2015/16 | 29.    | 35,63  | 6.     | 285    |
| 2016/17 | 63.    | 19,91  | 14.    | 219    |

### Weltcupsiege
Matthews errang im Weltcup bisher 2 Podestplätze, davon 1 Sieg:
| Datum             | Ort  | Land     | Disziplin   |
| ----------------- | ---- | -------- | ----------- |
| 12. Dezember 2015 | Ruka | Finnland | Dual Moguls |

### Nor-Am Cup
- Saison 2008/09: 2. Moguls-Disziplinenwertung
- Saison 2009/10: 2. Moguls-Disziplinenwertung
- 7 Podestplätze, davon 1 Sieg

### Weitere Erfolge
- 1 Podestplatz im Australian New Zealand Cup
- 1 US-amerikanischer Meistertitel (Dual Moguls 2016)